# Hierodula membranacea
Hierodula membranacea, in het Engels ook, samen met verwante soorten, wel Giant Asian Mantis genoemd, is een grote bidsprinkhanensoort, tevens een van de grootste uit het geslacht Hierodula, die voornamelijk voorkomt in Azië. De kleuren variëren van groen tot geelgroen of zelfs bruin tot roodbruin, vergelijkbaar met die van de Indische bidsprinkhaan en de Maleisische bidsprinkhaan. Het is een van de grootste bidsprinkhanen. Mannelijke en vrouwelijke volwassenen bereiken ongeveer 7 tot 9 centimeter, met uitzondering van verlengde voorpoten. Het is een kannibalistische soort, waarbij de vrouwtjes soms de mannetjes eten na het paren.